# Djabewal
Djabewal (ou Djabewall) est une localité du Cameroun située dans la commune de Kalfou, le département du Mayo-Danay et la Région de l'Extrême-Nord, à proximité de la frontière avec le Tchad.

## Population
En 1967, la localité comptait 169 habitants, principalement des Massa et des Peuls. À cette date, elle était dotée d'une mission catholique. Un marché hebdomadaire s'y tenait le samedi.
Lors du recensement de 2005, on a distingué Djaabéwal École (1 330 h.) et Djabéwal (998 h.).
Une étude de terrain de 2011 distingue Djabewall École (1 679 habitants) et Djabewall Malloum (731 h.).